# Hieracium extracticaule
Hieracium extracticaule là một loài thực vật có hoa trong họ Cúc. Loài này được (Omang) Omang mô tả khoa học đầu tiên năm 1945.